# گلوخوفکا
گلوخوفکا (انگلیسی: Glukhovka) یک شهرک در بخش آلکسیفسکی استان بلگورود کشور روسیه است.